# Много вике ни око чега
Много вике ни око чега (енгл. Much Ado About Nothing) јесте комедија Виљема Шекспира написана око 1599. године. На српски језик превео ју је Хуго Клајн.

## Ликови
| - Дон Педро, арагонски кнез - Дон Хуан, његов незаконити брат - Клаудио, млади племић из Фиренце - Бенедето, млади племић из Падове - Леонато, гувернер Месине - Антонио, његов брат - Балтазар, певач у служби дон Педра - Борачо и Конрад, дон Хуанови пратиоци | - Гласник - Францискус, монах - Дрењина, наредник - Штапина, кмет - Хера, кћи Леонатова - Беатриче, синовица Леонатова - Маргарета и Урсула, Херине дворкиње |

## Радња
Радња се дешава у Месини.

### Први чин
Леонату, гувернеру Месине, гласник доноси вести да ће се Дон Педро те ноћи вратити из победоносне битке, заједно са Клаудијем и Бенедетом. Беатриче пита гласника о Бенедету и исмева Бенедетову неспособност као војника. Леонато објашњава: „Постоји нека врста веселог рата између сињор Бенедета и ње.“
По доласку војника, Дон Педро каже Леонату да ће остати најмање месец дана, а Бенедето и Беатриче настављају свој „весели рат“. Представља се и Педров ванбрачни брат Дон Хуан. Клаудијева осећања према Хери се поново распламсавају и он обавештава Бенедета о својој намери да јој се удвара. Бенедето, који отворено презире брак, покушава да га разувери. Дон Педро подстиче брак. Бенедето се куне да се никада неће оженити. Дон Педро му се смеје и каже му да хоће када нађе праву особу.

### Други чин
У Леонатовој кући је бал под маскама. Ту прерушени Дон Педро проси Херу у Клаудијево име. Дон Хуан користи ову ситуацију да изазове неслогу говорећи Клаудију да Дон Педро жели Херу за себе. Клаудио држи монолог против замки лепоте. Али неспоразум је касније решен, а Клаудију је обећана Херина рука.
У међувремену, Бенедето и Беатриче су плесали заједно, размењујући омаловажавајуће коментаре испод маски. Бенедето је погођен када чује како себе описаног као „кнежев лакрдијаш, веома досадна будала”, и жуди да напусти друштво „Госпођице Ругалице”. Дон Педро и његови људи, којима је досадно да чекају недељу дана на венчање, смишљају план да саставе Бенедета и Беатриче. Договарају се да Бенедето чује разговор у којем изјављују да је Беатриче лудо заљубљена у њега, али да се превише плаши да му каже. Као што је и планирано, Бенедето начује њихов разговор и пријатно изненађен, одлучи да на њену љубав узврати својом.

### Трећи чин
Хера и Урсула такође обезбеђују да Беатриче чује разговор у коме разговарају о Бенедетовој бесконачној љубави према њој. И Бенедето и Беатриче су одушевљени када помисле да су предмет неузвраћене љубави, и обоје су решени да поправе своје грешке и изјављују љубав.
У међувремену, Дон Хуан планира да заустави венчање, осрамоти свог брата и нанесе беду Леонату и Клаудију. Он говори Дон Педру и Клаудију да је Хера „нелојална“, и организује да виде његовог слугу, Борача, како улази у њену спаваћу собу и води љубав с њом (то је заправо Херина собарица). Клаудио и Дон Педро су преварени, а Клаудио се заклиње да ће јавно понизити Херу.

### Четврти чин
Следећег дана, на венчању, Клаудио проказује Херу пред запањеним гостима и одјури са Дон Педром. Хера се онесвести. Понижени Леонато изражава жељу да она умре. Председавајући фратар интервенише, верујући да је Хера невина. Он предлаже да породица лажира Херину смрт како би испунила Клаудија кајањем. Подстакнути стресним догађајима, Бенедето и Беатриче признају љубав једно другом. Беатриче тада тражи од Бенедета да убије Клаудија као доказ његове оданости. Бенедето оклева, али је поколебан. Леонато и Антонио криве Клаудија за Херину наводну смрт и прете му, али без много ефекта. Долази Бенедето и изазива га на дуел.
У ноћи Дон Хуанове издаје, локални стражар је чуо како Борачио и Конрад разговарају о њиховој „издаји“ и „најопаснијем делу разврата који је икада био познат у држави“, и зато их је ухапсио. Упркос њиховој неспособности (на челу са полицајцем Догберијем), они добијају признање и обавештавају Леоната о Хериној невиности. Дон Хуан је побегао, али је послата војска да га ухвати. Кајући се и мислећи да је Хера мртва, Клаудио пристаје на захтев свог оца да ожени Антонијеву ћерку, „скоро копију мог детета које је мртво”.
Након што се Клаудио закуне да ће се оженити овом другом невестом, открива се да је она Хера. Клаудио је пресрећан. Беатриче и Бенедето јавно признају љубав једно другом. Дон Педро се подсмева „Бенедету ожењеном човеку“, а Бенедето узврати да сматра да је принц тужан, саветујући му: „Набави си жену“. Како се представа ближи крају, стиже гласник са вестима о Дон Хуановом хапшењу, али Бенедето предлаже да се одлука о Дон Хуановој казни одложи за сутра како би парови могли да уживају у новооткривеној срећи. Парови плешу и славе док се представа завршава.